# Canton de Tournefeuille
Le canton de Tournefeuille est une circonscription électorale française de l'arrondissement de Toulouse, dans le département de la Haute-Garonne en région Occitanie.

## Histoire
Le canton de Tournefeuille a été créé par décret du 26 février 1997 à partir des anciens cantons de Muret, Toulouse-11 et Toulouse-12.
Un nouveau découpage territorial de la Haute-Garonne entre en vigueur à l'occasion des élections départementales de mars 2015. Il est défini par le décret du 13 février 2014, en application des lois du 17 mai 2013 (loi organique 2013-402 et loi 2013-403). Les conseillers départementaux sont, à compter de ces élections, élus au scrutin majoritaire binominal mixte. Les électeurs de chaque canton élisent au Conseil départemental, nouvelle appellation du Conseil général, deux membres de sexe différent, qui se présentent en binôme de candidats. Les conseillers départementaux sont élus pour 6 ans au scrutin binominal majoritaire à deux tours, l'accès au second tour nécessitant 12,5 % des inscrits au 1er tour. En outre la totalité des conseillers départementaux est renouvelée. Ce nouveau mode de scrutin nécessite un redécoupage des cantons dont le nombre est divisé par deux avec arrondi à l'unité impaire supérieure si ce nombre n'est pas entier impair, assorti de conditions de seuils minimaux. Dans la Haute-Garonne, le nombre de cantons passe ainsi de 53 à 27. Le canton de Tournefeuille est inchangé.

## Représentation

### Représentation avant 2015
| Période | Période | Identité         | Étiquette | Qualité                                                                             |
| ------- | ------- | ---------------- | --------- | ----------------------------------------------------------------------------------- |
| 1998    | 2014    | Claude Raynal    | PS        | Magistrat administratif maire de Tournefeuille de 1997 à 2015, Sénateur depuis 2014 |
| 2014    | 2015    | Isabelle Rolland | PS        | Infirmière au CHU de Purpan, ancienne adjointe au maire de Cugnaux                  |

Canton faisant partie de la Sixième circonscription de la Haute-Garonne (à l'exception de la commune de Cugnaux)

### Représentation à partir de 2015
| Période élective | Période élective | Mandat | Mandat   | Identité              | Nuance | Nuance | Qualité |
| ---------------- | ---------------- | ------ | -------- | --------------------- | ------ | ------ | --- |
| 2015             | 2021             | 2015   | 2021     | M. Dominique Fouchier |        | PS     | Maire de Tournefeuille depuis 2015 Membre de la Commission Permanente, Président de la Commission des Finances                                      |
| 2015             | 2021             | 2015   | 2021     | Isabelle Rolland      |        | PS     | Infirmière au CHU de Purpan, ancienne adjointe au maire de Cugnaux                                                                                  |
| 2021             | 2028             | 2021   | en cours | Martine Croquette     |        | PCF    | Cadre de la fonction publique retraitée, ancienne adjointe au maire de Toulouse (2008-2014) 4e Vice-présidente Mobilités - Infrastructures - Routes |
| 2021             | 2028             | 2021   | en cours | Dominique Fouchier    |        | PS     | Ingénieur en agriculture et environnement Maire de Tournefeuille depuis 2015                                                                        |

### Résultats détaillés

#### Élections de mars 2015
À l'issue du 1er tour des élections départementales de 2015, deux binômes sont en ballottage : Dominique Fouchier et Isabelle Rolland (PS, 34,49 %) et Michel Aujoulat et Sylvie Deguine (Union de la Droite, 30,23 %). Le taux de participation est de 53,95 % (20 009 votants sur 37 089 inscrits) contre 52,11 % au niveau départemental et 50,17 % au niveau national.
Au second tour, Dominique Fouchier et Isabelle Rolland (PS) sont élus avec 51,39 % des suffrages exprimés et un taux de participation de 52,09 % (9 229 voix pour 19 586 votants et 37 598 inscrits).

#### Élections de juin 2021
Le premier tour des élections départementales de 2021 est marqué par un très faible taux de participation (33,26 % au niveau national). Dans le canton de Tournefeuille, ce taux de participation est de 37,46 % (14 851 votants sur 39 643 inscrits) contre 36,67 % au niveau départemental. À l'issue de ce premier tour, deux binômes sont en ballottage : Martine Croquette et Dominique Fouchier (Union à gauche, 31,07 %) et Aurélien Andreu-Seigné et Élisabeth Tourneix-Pallme (Union au centre, 28,52 %).
Le second tour des élections est marqué une nouvelle fois par une abstention massive équivalente au premier tour. Les taux de participation sont de 34,36 % au niveau national, 36,26 % dans le département et 37,12 % dans le canton de Tournefeuille. Martine Croquette et Dominique Fouchier (Union à gauche) sont élus avec 53,53 % des suffrages exprimés (7 326 voix pour 14 714 votants et 39 643 inscrits),,. 

## Composition

Situation du canton de Tournefeuille dans l'arrondissement de Toulouse avant 2015.

Depuis sa création en 1997, le canton de Tournefeuille comprend trois communes entières,.
| Nom                                   | Code Insee | Intercommunalité   | Superficie (km2) | Population (dernière pop. légale) | Densité (hab./km2) | Modifier                                    |
| ------------------------------------- | ---------- | ------------------ | ---------------- | --------------------------------- | ------------------ | ------------------------------------------- |
| Tournefeuille (bureau centralisateur) | 31557      | Toulouse Métropole | 18,17            | 29 724 (2022)                     | 1 636              | modifier les données · modifier les données |
| Cugnaux                               | 31157      | Toulouse Métropole | 13,01            | 20 239 (2022)                     | 1 556              | modifier les données · modifier les données |
| Villeneuve-Tolosane                   | 31588      | Toulouse Métropole | 5,08             | 10 704 (2022)                     | 2 107              | modifier les données · modifier les données |
| Canton de Tournefeuille               | 3126       |                    | 36,26            | 60 667 (2022)                     | 1 673              | modifier les données                        |

## Démographie

### Démographie avant 2015
| 1999   | 2006   | 2011   | 2012   |
| ------ | ------ | ------ | ------ |
| 44 007 | 49 720 | 50 560 | 51 510 |

### Démographie depuis 2015
En 2022, le canton comptait 60 667 habitants, en évolution de +13,06 % par rapport à 2016 (Haute-Garonne : +8,02 %, France hors Mayotte : +2,11 %).
| 2013   | 2018   | 2022   |
| ------ | ------ | ------ |
| 51 804 | 55 942 | 60 667 |